# Solveig Rudström-Svensson
Solveig Rudström-Svensson, född 1945 i Bjälverud, är en svensk målare och tecknare.
Separat har hon ställt ut i Arvika Konsthall, Kumla konsthall och galleri Eira och Gripen i Karlstad. Hon har medverkat i samlingsutställningen Rör inte min kompis, Fred med Konstfrämjandet och med Värmlands konstförening på Värmlands museum.
Bland hennes offentliga utsmyckningar märks Charlottenbergs vårdcentral och Säffle sjukhus. Hon har tilldelats Värmlands konstförenings resestipendium 1984 och Sunne kommuns kulturstipendium.
Hennes konst består av naturbilder i färg eller svartvitt. Hon har givit ut dikter och bildboken Ro och oro.
Rudström Svensson är representerad vid Statens konstråd, Värmlands läns landsting, Jönköpings läns landsting, Arvika kommun och Karlstad kommun.